# عضلات (شخصية)
مستر عضلات أو لاري الكركند (بالإنجليزية: Larry the Lobster)‏ هو شخصية خيالية وشخصية من شخصيات مسلسل الرسوم المتحركة الأمريكي سبونجبوب سكوير بانتس. هو لاعب كمال أجسام وبطل قاع الهامور في لعبة كمال الأجسام، وهو حارس إنقاذ جراد البحر وهو متعصب في تمارين رفع الأثقال.